# 密紋唱片
密纹唱片（英語：Long playing record、long playing、long play以及long player，直译：「‘超’长播放唱片」，简称LP、LP record或LP唱片）是一种每分钟33⅓转的乙烯基（如聚氯乙烯）材料制成的唱片，一般直径为10或12英寸。密纹唱片推出于1948年，在1988年激光唱片（CD）被广泛使用前一直是唱片音乐的首选发行形式。密纹唱片以模拟方式录音。1970年代及1980年代，随着微处理器和计算机技术等的进步，数码录音才真正变得可行。

## 保真度与格式
密纹唱片的声音品質随着时间的推移大大改善，同时一些模拟音频愛好者继续坚称模拟唱片较数位媒体更具优势。早期的密纹唱片是单声道的，在1957年，双声道的立体声密纹唱片开始上市。1970年代，四声道(即第一代環繞聲規格)的唱片发行，但却没有像双声道唱片那样流行起来。部分原因為消费者缺乏播放器材，同时亦由於这类唱片品质欠佳。四声道唱片一直背着“噱头”的名声。三声道和四声道唱片为列奥波尔德·斯托科夫斯基和格连·古尔德这样的艺术家所喜爱和拥护，而只在现在随着旧的母带被重制成多声道的Super Audio CD才重新获得了一点地位。
除了标准的黑色材料外，特殊的唱片也被灌制在各种颜色（红、黄、绿、蓝、白和多色的等）的PVC上，或把印有图案的硬纸板夹在两面之间的“picture disc”上。各种新奇形状的唱片也不断出现。
虽然大多数密纹唱片转速为每分钟（rpm）33⅓转，但一些“超保真度”盘片的转速为每分钟45转。LP发展早期，也有一些唱片的转速为每分钟16⅔转，而自1950年代到1970年代，人们可以购买到兼容下面几种速度的播放系统：16、33、45和78 rpm。
用于压制密纹唱片的乙烯基材料的成分也逐渐发生了不小的变化。第一次使用的乙烯基材料最受青睐，但在1970年代石油危机期间，回收的乙烯基材料亦被普遍使用。声音品质受到影響，出现爆音等杂音。包括削减密纹唱片的厚度在内的其他尝试，也导致唱片弯曲，或者較容易损坏。

## 音質
密紋唱片和黑膠唱片一樣是用機械的刻紋和以唱針讀取，故有先天的噪音問題，而且經多次聆聲後噪音會因為音紋的磨損而增大。